# Salornay-sur-Guye
Salornay-sur-Guye és un municipi francès situat al departament de Saona i Loira i a la regió de Borgonya - Franc Comtat. L'any 2009 tenia 826 habitants.

## Història
| Data d'elecció                           | Identitat           | Partit | Qualitat |
| ---------------------------------------- | ------------------- | ------ | -------- |
| 1945-1965                                | Claude Dauxois      |        |          |
| 1965-1971                                | Bernard Chapeleau   |        |          |
| 1971-1974                                | Marcel Larfouilloux |        |          |
| 1974-1977                                | Marcel Durousset    |        |          |
| 1977-1983                                | Reine Naulin        |        |          |
| 1983-1995                                | Gilbert Lory        |        |          |
| 1995-                                    | Jean-Luc Fonteray   | PS     |          |
| les dades anteriors no són pas conegudes |                     |        |          |
|                                          |                     |        |          |

## Demografia
| A partir de 1990: Població sense dobles comptes |